# Dong Fangzhuo
Dong Fangzhuo ( em chinês 董方卓 :Dalian, 23 de janeiro de 1985) é um futebolista chinês, que joga como atacante.

## Carreira
Dong Fangzhuo representou a Seleção Chinesa de Futebol nas Olimpíadas de 2008, quando atuou em casa.
Em sua passagem pelo Manchester United da Inglaterra, foi o primeiro jogador do seu país a jogar nos Red Devils.

## Palmares
- 1x Liga dos campeões,Manchester United FC,07/08
- 1x Premier League ,Manchester United FC,06/07
- 1x Taça da Arménia, MIKA Aschtarak,10/11